# Гептафторид золота(V)
Ге́птафтори́д золота(V) — бинарное неорганическое химическое соединение золота со фтором с эмпирической формулой AuF7.
Впервые это вещество было синтезировано в 1986 году.
Как было доказано квантово-химическими расчетами, структура гептафторида золота на самом деле представляет собой лиганд пентафторида золота и фтора: AuF5 · F2.